# Брайнин, Норберт
Но́рберт Бра́йнин (также Брайни́н, нем. Norbert (Nehemia) Brainin; 12 марта 1923, Вена — 10 апреля 2005, Лондон) — британский скрипач еврейского происхождения, родившийся в Австрии.

## Семья
Старший из трёх детей Софи Гутенберг и Адольфа Абрахама Брайнина. Жена Норберта Брайнина — Katinka Kottow, дочь — Anne Brainin (1950).
Происходил из известной еврейской семьи Брайнин: внучатый племянник публициста Рувима Брайнина, двоюродный брат поэта Харальда Брайнина, среди родственников также поэт и переводчик Борис Львович Брайнин и поэт и музыкант Валерий (Вилли) Борисович Брайнин.

## Первые учителя
Желание стать скрипачом появилось у Норберта в шестилетнем возрасте, когда он услышал 12-летнего вундеркинда Иегуди Менухина. Первым скрипичным педагогом Норберта в течение трёх лет был его двоюродный дядя Макс Брайнин, впоследствии известный американский рекламный дизайнер и архитектор. Хотя «дядя Макс» не сделал профессиональной музыкальной карьеры, его исполнительский уровень был достаточно высок для участия в профессиональных квартетах в качестве скрипача (он продолжал играть в квартетах до 90 лет).
В возрасте 10 лет Норберт Брайнин поступил в Новую Венскую консерваторию в класс Рикардо Однопозоффа, позднее занимался также у Розы Хохманн, которая привила ему вкус к квартетной игре в возрасте 12 лет. К 13-летнему возрасту Брайнин владел практически всем популярным скрипичным репертуаром. В 1938 г. Роза Хохманн написала в Лондон своему учителю Карлу Флешу, рекомендуя Норберта в качестве ученика. Отъезд в Лондон был ускорен в связи с аннексией Австрии гитлеровцами.

## Бегство в Великобританию
15-летним подростком Норберт Брайнин как еврей вынужден был бежать от нацистов из Австрии в Великобританию. В своих мемуарах он описывает это как бегство «двух перепуганных женщин и семерых детей, из которых я был старшим». Первое время в Лондоне жил у своих тёток и занимался у Флеша, к которому поступил без приёмных экзаменов. Флеш работал с ним шесть дней в неделю по несколько часов. После отъезда Флеша из Лондона в 1940 г. Брайнин продолжил занятия у Макса Ростала, ученика и ассистента Флеша.

## Интернирование и трудовая повинность
В 1942 г. в качестве гражданина враждебного государства Брайнин был интернирован в лагерь на острове Мэн, где познакомился с другим скрипачом-беженцем, таким же молодым австрийским евреем Петером Шидлофом. Условия пребывания в лагере были достаточно гуманными. Оба привезли с собой скрипки и выступили с оригинальной обработкой скрипичного концерта Мендельсона. Шидлоф солировал, Брайнин играл партию оркестра. В лагере Брайнин пробыл два месяца, после чего был освобождён как несовершеннолетний и должен был участвовать вплоть до 1945 г. в выполнении военно-трудовой повинности по восемь часов в день на фабрике вооружений в качестве «необученного машинного оператора». До конца войны он был вынужден по нездоровью прекратить занятия на скрипке.

## Возвращение к музыкальной деятельности
Несмотря на двухлетний перерыв в занятиях, в 1946 году Брайнин выиграл учреждённый при активном участии Ростала конкурс скрипачей имени Флеша, посвящённый памяти мастера, скончавшегося годом раньше. На конкурсе он выступил со скрипичным концертом Брамса. В качестве приза Брайнин получил возможность сыграть с оркестром Би-би-си. Успешное исполнение им скрипичного концерта Бетховена открывало двери для сольной карьеры. Тем не менее, он предпочёл камерное музицирование.

## Амадеус-квартет
В 1947 г. Брайнин начал снимать квартиру у родителей виолончелиста Мартина Ловетта. Ещё раньше Шидлоф познакомил Брайнина со скрипачом Зигмундом Нисселем, ещё одним юным еврейским беженцем из Австрии. Брайнин стал инициатором совместного музицирования и основал со своими друзьями струнный квартет, в котором Ниссель исполнял партию второй скрипки, Шидлоф партию альта, а виолончелистом квартета стал его самый молодой участник Мартин Ловетт. Квартет назывался сначала Brainin Quartet, иногда позиционировался как «Вена-Лондон квартет» («но это напоминало расписание поездов», — пишет Брайнин в своих мемуарах), а в 1948 г. получил название Амадеус-квартет. Обе премьеры этого коллектива — и как Брайнин-квартета (с квартетами Моцарта, Верди и Бетховена), и как Амадеус-квартета — сопровождались шумным успехом. Сорок лет работы в составе этого ансамбля принесли Брайнину мировое признание, включая высшие государственные награды Великобритании, Австрии и Германии.

## Исполнительская и педагогическая деятельность вне Амадеус-квартета
На раннем этапе творческой деятельности Брайнин выступал и в других камерных составах — в том числе в фортепианном трио с Эдмундом Рабброй и Уильямом Плитом. После смерти Шидлофа в 1987 году квартет решил прекратить свою деятельность (то есть не приглашать другого альтиста), и Брайнин выступал как камерный музыкант с кёльнским пианистом Гюнтером Людвигом. Брайнин вёл большую педагогическую работу, был профессором в Кёльнской высшей школе музыки, Музыкальной школе Фьезоле, Веймарской Высшей школе музыки им. Листа, и в Лондонской королевской музыкальной академии, почётным доктором Йоркского университета.

## Интересные факты
- Среди скрипок, на которых играл Брайнин, были «Rode» Гварнери дель Джезу (1734), «Chaconne» Страдивари (1725), «Gibson» Страдивари (1713).
- Брайнин был сторонником «низкого камертона» («вердиевского» по терминологии Брайнина). Он продемонстрировал звучание своего Страдивари с настройкой ля первой октавы = 432 герц (в отличие от «абсурдно выше стандартного 440-герцового караяновского строя», как Брайнин его называл) на многих концертах, утверждая, что Страдивари именно для такого строя задумывал акустику своих инструментов.[8]
- Брайнин ввёл в музыковедческий обиход понятие «мотивфюрунг» (Motivführung — буквально «ведение мотива», мотивное развитие, сохраняющееся на протяжении всего сочинения), описывающее способ разработки музыкального материала у венских классиков[9].
- В декабре 1989 г., вскоре после падения стены, Брайнин выступил в Берлине с «Бетховенским утренником в честь немецкого единства», на котором бесплатно присутствовали более 800 граждан тогда ещё существующей ГДР (всего свыше 1000 слушателей)[5].
- Брайнин поддерживал в течение 20 лет Линдона Ларуша, неоднозначного американского политического деятеля (но также автора философских и музыкальных проектов), дважды осуждённого в США фактически частично по политическим мотивам. Вскоре после концерта, данного Брайниным в Бостоне в поддержку Ларуша в декабре 1987 г. и освещённого ведущими газетами, судебное разбирательство было признано состоявшимся со значительными нарушениями. Брайнин находился рядом с Ларушем во время второго суда в конце 1988 г., когда тот был приговорён к 15 годам заключения (через 6 лет освобождён условно-досрочно). После этого Брайнин дал множество концертов в США и Европе в поддержку Ларуша, которого он считал осуждённым невинно, и дважды навестил его в тюрьме, где они обсуждали музыковедческие проблемы[5].
- Брайнин был знаменит своими шутками и анекдотами, что было отмечено в некрологе, опубликованном в лондонской The Times 12 апреля 2005 г. с цитированием следующего сюжета. Брайнин прервал репетицию шубертовского квинтета, чтобы разрядить напряжённую атмосферу диалогом двух уличных скрипачей в Нью-Йорке: «Что за скрипка у тебя?» — «Страдивари, 1699» — «Сынок, это дёшево» (в английском «1699» произносится как «шестнадцать девяносто девять», что также можно интерпретировать как цену инструмента)[5].